# Hatch (New Mexico)
Hatch is een plaats (village) in de Amerikaanse staat New Mexico, en valt bestuurlijk gezien onder Dona Ana County.

## Demografie
Bij de volkstelling in 2000 werd het aantal inwoners vastgesteld op 1673.
In 2006 is het aantal inwoners door het United States Census Bureau geschat op 1649, een daling van 24 (-1,4%).

## Geografie
Volgens het United States Census Bureau beslaat de plaats een oppervlakte van
8,0 km², geheel bestaande uit land. Hatch ligt op ongeveer 1237 m boven zeeniveau.

## Plaatsen in de nabije omgeving
De onderstaande figuur toont nabijgelegen plaatsen in een straal van 44 km rond Hatch.